# Crise cambodgienne de 1997
La crise cambodgienne de 1997 est une série d'évènements politiques et militaires qui conduiront à asseoir la prédominance de Hun Sen et de son parti, le Parti du peuple cambodgien, sur le Cambodge.
Cette crise atteint son paroxysme durant les mois de juin et juillet, lorsque les tensions entre le Parti du peuple cambodgien (PPC) et le Front uni national pour un Cambodge indépendant, neutre, pacifique et coopératif (FUNCINPEC) dégénèrent en conflit ouvert et, en parallèle, le mouvement des Khmers rouges est secoué par des luttes intestines qui aboutissent à l'arrestation de Pol Pot par ses anciens subordonnés.
La situation politique, qui conduit à la quasi-rupture du processus issu des accords de paix de 1991, a comme point d'orgue, le 5 juillet 1997, la déposition de Norodom Ranariddh, « Premier Premier ministre » et vainqueur des élections de 1993, par le « Second Premier ministre » Hun Sen.

## Contexte

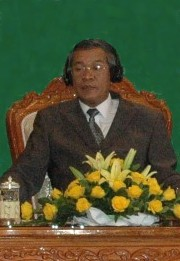
Hun Sen en 2007.

Signés le 21 octobre 1991, les accords de Paris visent à mettre un terme à plus de dix ans de conflit au Cambodge. Quelques jours auparavant, l'Assemblée nationale cambodgienne vote officiellement l'abandon du marxisme-léninisme : l'ancien parti unique, le Parti révolutionnaire du peuple du Kampuchéa, est rebaptisé « Parti du peuple cambodgien » (PPC).
Le 16 mars 1992, l'Autorité provisoire des Nations unies au Cambodge (APRONUC) prévue par les accords est déployée dans ce pays dans le but de superviser la transition démocratique. Les Khmers rouges, qui ont fondé un nouveau parti pour les représenter, le Parti de l'unité nationale cambodgienne, annoncent d'abord leur intention de participer aux élections, mais se mettent ensuite d'eux-mêmes hors jeu en tentant de saboter le scrutin, qu'ils rendent impossible dans les zones restées sous leur contrôle,.
Les élections législatives organisées du 23 au 28 mai 1993 voient la victoire du FUNCINPEC dirigé par Norodom Ranariddh, le fils de l'ancien roi Norodom Sihanouk, qui devance le PPC du premier ministre Hun Sen. Ce dernier est séquestré durant quelques heures par des cadres du PPC, qui le rendent responsable de la défaite.  Certains, dont un autre fils de Sihanouk, Norodom Chakrapong, menacent de faire sécession en proclamant une république dans l'est du pays où ils sont majoritaires. L'Assemblée constituante vote alors les pleins pouvoirs à Norodom Sihanouk, qui calme la situation en concevant une solution de double gouvernement, deux cadres des deux principaux partis devant se partager chaque ministère. Ranariddh devient ainsi « Premier Premier ministre » et Hun Sen « Second Premier ministre ». Sihanouk souhaite ainsi que le FUNCINPEC, dont la plupart des cadres sont d'anciens exilés ayant surtout des liens avec l'étranger, et le PPC, plus enraciné dans l'administration du pays, soient amenés à se connaître et à collaborer. Le 24 septembre, la monarchie est rétablie et Sihanouk redevient roi du Cambodge,.
Malgré la constitution d'un gouvernement de coalition, la tension entre le FUNCINPEC et le PPC demeure particulièrement forte, dans une atmosphère de dérive autoritaire et de corruption politique généralisée. Hun Sen s'emploie à museler les partis d'opposition et à exclure du jeu politique les opposants les plus en vue comme Sam Rainsy ; une partie de l'aide internationale au Cambodge est détournée par des cadres des deux partis au pouvoir. Norodom Sirivuddh, demi-frère du roi, accusé de vouloir faire assassiner Hun Sen, doit s'exiler en France. Les Khmers rouges, de leur côté, sont officiellement déclarés « hors-la-loi » en juillet 1994. En août 1996, Ieng Sary, l'un des dirigeants Khmers rouges, fait défection et se rallie au gouvernement. Mais, malgré les espoirs du FUNCINPEC qui avait négocié avec lui, il se rallie à Hun Sen qui réintègre ses troupes dans l'armée régulière.
Pour Raoul-Marc Jennar, conseiller de Hun Sen, la crise a pour origine un complot de la part du FUNCINPEC, qui avait pour but d'éliminer physiquement Hun Sen. En effet Norodom Ranariddh négociait un ralliement avec les Khmers rouges de Khieu Samphân pour inverser les rapports de forces politiques et militaires.

## Coups de force
Dès le début de 1997, des accrochages opposent les troupes fidèles au FUNCINPEC à celles ralliées au PPC ; la tension politique grandit à l'approche des élections législatives prévues en 1998. Le 30 mars, dix-sept personnes sont tuées lorsque des grenades sont lancées sur un cortège syndical conduit par l'opposant Sam Rainsy. En juin, les forces de police proches des deux partis s'affrontent dans la capitale Phnom Penh. Dans le même temps, des négociations continuent d'être menées avec les Khmers rouges par le général Nhiek Bun Chhay. Le FUNCINPEC, dont le chef Norodom Ranariddh se plaint de ne pas avoir suffisamment de pouvoir au sein de la coalition, engage des négociations secrètes avec plusieurs partis d'opposition et plusieurs de ses cadres prennent contact avec les Khmers rouges, afin de nouer avec eux une alliance militaire. La première approche, cependant, se passe mal : lorsqu'au printemps une équipe de quinze négociateurs du FUNCINPEC arrive par hélicoptère en territoire khmer rouge pour entamer des pourparlers, toute la délégation est arrêtée. Les quinze hommes sont enfermés dans des cages en fer : apparemment, Pol Pot n'avait pas été prévenu de leur arrivée et, soupçonnant une trahison de la part d'un commandant khmer rouge, avait envoyé ses propres hommes intercepter la délégation. En mai, un nouveau contact est pris par un émissaire du FUNCINPEC qui rencontre le secrétaire de Pol Pot et conclut un accord de principe. Le 1er juin, Norodom Ranariddh rencontre Khieu Samphân à la frontière entre le Cambodge et la Thaïlande, dans la maison d'un général thaïlandais.
Quelques jours après sa rencontre avec Khieu Samphân et sans consulter ce dernier, Norodom Ranariddh annonce alors publiquement son accord avec les Khmers rouges, précisant qu'il prévoit l'exil de Pol Pot, Son Sen et Ta Mok, considérés comme les chefs les plus radicaux du mouvement. Il semble que le FUNCINPEC ait prévu de ne pas se contenter d'un exil de Pol Pot mais de le capturer à la faveur d'un traquenard. Le 7 juin, la radio khmère rouge dément catégoriquement tout accord. Deux jours plus tard, Norodom Sihanouk déclare de son côté qu'il exclut formellement d'accorder son pardon à Pol Pot et Ta Mok mais pas à Son Sen. Pol Pot se croyant alors trahi par Son Sen a ordonné l'exécution de ce dernier. Le 10 juin, Son Sen, son épouse et ancienne ministre khmère rouge Yun Yat ainsi que treize membres de leur famille et de leur entourage sont abattus par les hommes de Pol Pot.
Ta Mok prend alors peur et, considérant que si Son Sen a pu être exécuté, personne n'est plus en sécurité parmi les Khmers rouges, décide de prendre les devants. Rassemblant ses troupes, le chef militaire organise un coup de force contre Pol Pot : dans la journée du 11 juin, les hommes de Pol Pot se débandent face à l'attaque de ceux de Ta Mok, tandis que des avions des Forces armées royales thaïlandaises observent la situation. Pol Pot lui-même, gravement malade et incapable de marcher, est emporté sur un hamac. Plusieurs hommes de Pol Pot, porteurs de grosses sommes d'argent, sont arrêtés par les forces armées thaïlandaises alors qu'ils passent la frontière. Pol Pot est arrêté le 18 juin par les hommes de Ta Mok. Le 28 juin, Khieu Samphân annonce la fin de l'administration khmère rouge, sa rupture avec Pol Pot et son ralliement sans conditions au gouvernement.
Les négociations entre ce qui reste des Khmers rouges et le FUNCINPEC se poursuivent dans le même temps et, le 3 juillet, un accord est paraphé qui prévoit de réintégrer les Khmers rouges dans un nouveau front uni dirigé par Ranariddh. Mais, le 5 juillet, la veille du jour où Ranariddh et Khieu Samphân devaient apposer leurs signatures sur l'accord, les hostilités éclatent entre les hommes de Hun Sen et ceux de Ranariddh, alors que ce dernier se trouve en France. Le « Second Premier ministre » fait désarmer les gardes du corps du « Premier Premier ministre » ; des commandos de la garde personnelle de Hun Sen prennent d'assaut une base militaire où des soldats Khmers rouges sont censés avoir été amenés par les hommes du FUNCINPEC. La maison de Ranariddh et celles des principaux dirigeants du FUNCINPEC sont encerclées par la troupe : environ 150 cadres du FUNCINPEC, dont le chef de la police Ho Sok, sont arrêtés, torturés et exécutés. Des soldats fidèles à Ranariddh mènent la résistance avant d'être réduits. De nombreux dirigeants cambodgiens, possédant la double nationalité française, en profitent pour fuir le pays, tandis que les membres des ONG quittent également le Cambodge,.

## Résolution de la crise
Des médias, des opposants à Hun Sen et même le représentant spécial des Nations Unies aux droits de l'Homme au Cambodge qualifient ces événements de « coup d'État »,. La communauté internationale dénonce Hun Sen comme fauteur de trouble, les États-Unis suspendent leur aide au Cambodge et les investissements étrangers dans le pays s'effondrent. Hun Sen, pour sa part, nie avoir mené un coup d'État et donne une apparence de légalité à son coup de force en demeurant au poste de « Second Premier ministre », tandis que Ung Huot, cadre du FUNCINPEC, prend la place de Ranariddh. 
En parallèle, les Khmers rouges règlent leurs propres comptes : le 25 juillet, Pol Pot est jugé par le mouvement dont il était le chef pour l'assassinat de Son Sen et condamné à la « prison à vie ». Ses commandants militaires sont, eux, condamnés à mort et exécutés. Parmi les quinze négociateurs du FUNCINPEC arrêtés au début de l'année, quatre survivants sont libérés, les onze autres ayant succombé à leurs conditions de détention.
Les élections demeurent prévues pour 1998 mais plusieurs pays exigent le retour au Cambodge de Norodom Ranariddh et des autres dirigeants exilés comme préalable à leur reconnaissance. Hun Sen exige au contraire que Ranariddh soit jugé pour atteinte à la sécurité de l'État, quitte à ce que son père Norodom Sihanouk le gracie ensuite. Le 4 mars puis le 17 mars 1998, Ranariddh est condamné deux fois par contumace, à cinq et trente ans de prison. Le 21 mars, Sihanouk accorde l'amnistie à son fils et ce dernier rentre au Cambodge le 30. Les élections peuvent finalement être tenues le 26 juillet et les cadres du FUNCINPEC reviennent au Cambodge. Le FUNCINPEC obtient 32 % des sièges à la nouvelle assemblée contre 41 % pour le Parti du peuple cambodgien et 14,75 % pour le Parti Sam Rainsy ; si des irrégularités et des pressions sur le corps électoral ont marqué ces élections, elles n'expliquent pas à elles seules ce renversement. La constitution de 1993 imposant au gouvernement d'être élu par les deux tiers des députés, les deux partis majoritaires sont une nouvelle fois contraints de former un gouvernement de coalition. Mais le FUNCINPEC et le Parti Sam Rainsy refusent tout d'abord de négocier. Hun Sen échappe à un attentat à la roquette qu'il est soupçonné d'avoir mis en scène lui-même. Le 13 novembre, sous la pression du roi Norodom Sihanouk, un accord est trouvé : Hun Sen devient seul chef du gouvernement, tandis que Norodom Ranariddh devient président de l'Assemblée nationale. L'accord prévoit également la création d'un Sénat, dont Chea Sim devra prendre la présidence.

## Conséquences
La crise de 1997 au Cambodge a pour conséquence la domination du Parti du peuple cambodgien sur la vie politique du pays : Hun Sen se maintenant désormais seul au poste de Premier ministre et le parti, en position de force, a remporté la majorité aux élections suivantes. Le FUNCINPEC est, jusqu'en 2002, allié au PPC au sein de la coalition gouvernementale et seul le Parti Sam Rainsy (PSR) s'oppose à Hun Sen de manière déterminée. Dans la deuxième moitié des années 2000, la domination politique du PPC lui permet de gouverner sans le FUNCINPEC. De nombreux ministres du FUNCINPEC sont limogés. Écarté de la succession au trône au profit de son frère Norodom Sihamoni, Ranariddh démissionne en 2006 de son poste de président du parlement et devient par la suite conseiller du roi.
Les Khmers rouges, quant à eux, ne survivent pas longtemps à la crise de 1997. Pol Pot meurt l'année suivante, apparemment d'une crise cardiaque, alors que l'armée gouvernementale cambodgienne attaque les dernières bases khmères rouges. Les derniers chefs du mouvement, Khieu Samphân et Nuon Chea, se rendent à la fin 1998 et Ta Mok est arrêté en 1999.